# КПЗ Пожаревац – Забела
Казнено-поправни завод Пожаревац – Забела је затвор затвореног типа. Затвор се налази у Забели, на петом километру од Пожаревца, са десне стране регионалног пута Пожаревац–Дубравица.

## Историја затвора
Затвор се важи као један од најзатворенијих затвора у Србији. Затвор се помиње у песми „Забела” групе Рибља чорба.

## Познати затвореници
Познати затвореници су Светозар Марковић, Васа Пелагић, Владо Дапчевић, Ђура Ђуровић, Михајло Михајлов, Звонимир Бегић, Момчило Селић, Адем Демачи, Кристијан Голубовић, Милорад Улемек, Сретко Калинић, Раде Марковић, Звездан Јовановић, Аљбин Курти, Драгољуб Милановић и Сретен Јоцић.